# Trujillo (município)
Trujillo é um município da Venezuela localizado no estado de Trujillo.
A capital do município é a cidade de Trujillo.